# Pariser-Polka
Die Pariser-Polka ist eine Polka-française von Johann Strauss Sohn (op. 382). Das Werk wurde am 20. Februar 1879 im Cercle International in Paris erstmals aufgeführt.

## Einzelnachweis
1. ↑  Quelle: Englische Version des Booklets (Seite 24) in der 52 CDs umfassenden Gesamtausgabe der Orchesterwerke von Johann Strauß (Sohn), Hrsg. Naxos (Label). Das Werk ist als elfter Titel auf der 5. CD zu hören.